# Juan García Pizarro
Juan García Pizarro (Jaraicejo, 1495 - ídem, año desconocido) fue un conquistador afroespañol. Participó en la conquista del Imperio incaico bajo el mando de Francisco Pizarro, del que tomó el apellido, antes de regresar a España como un hombre rico. Junto con el mulato Miguel Ruiz, fue el más prestigioso de los abundantes conquistadores negros de la hueste pizarrista.

## Biografía
Nació como negro libre cerca de 1495 en Jaraicejo, no muy lejos de la cuna de Pizarro en Trujillo, Extremadura. Se ignora la identidad de sus padres, aunque se cree que era una pareja afroespañola, con poca certeza dado que sus camaradas no especifican en sus propias crónicas si García era negro o mulato, en caso de que lo supieran. En todo caso, se unió a su tropa cuando el conquistador extremeño hizo leva de voluntarios entre sus paisanos y parientes para su expedición en 1529, y dejó atrás una esposa y dos hijas para embarcarse con el conquistador.
García y el mulato Ruiz fueron los únicos miembros negros de la expedición de Pizarro de que se tiene nombre y apellidos, aunque el cronista Pedro Cieza de León relata que ellos y sus compañeros de color constituían una gran parte de los 168 hombres de la tropa. Ocupó múltiples empleos: soldado, pregonero, gaitero y contable, siendo en este último caso el encargado de pesar el oro y la plata que se conseguía en la expedición. En el año de 1533, tuvo parte en la captura del emperador inca Atahualpa en la evacuada Cajamarca, y después recibió su parte del rico rescate del Inca. Se registra que con parte del dinero compró a otro conquistador una nativa nicaragüense esclavizada antes de las regulaciones reales, y poco después estuvo presente en la toma de posesión de Cuzco. Su colega Ruiz murió al poco de estas fechas.
Residió en Cuzco durante 1525 y 1536, granjeándose a una amante peruana con la que tuvo una hija mestiza, antes de mudarse a Lima. Por estas fechas, la presencia habitual de negros en Perú era más nutrida que nunca, ya que Pizarro había obtenido licencia desde 1529 para importar esclavos negros, sin contar a Juan Valiente y los otros 200 traídos por Pedro de Alvarado en 1534, y en 1536 llegaron también 200 negros con experiencia militar para servir de refuerzos contra la rebelión de Manco Inca. Poco después emprendía el viaje de vuelta a España con ellas y con las riquezas obtenidas, uno de los pocos conquistadores que tuvo la decisión y la oportunidad de regresar para disfrutar en España de lo ganado. El resto de su vida se desconoce, aunque en 1545 aún estaba vivo, residía en su área natal y se hacía llamar Juan García Pizarro.